# Пугачёв (спектакль)
«Пугачёв» (Драматическая поэма) — спектакль Театра на Таганке по поэме Сергея Есенина. Спектакль поставлен Юрием Любимовым в 1967 году, текст поэмы был дополнен интермедиями Николая Эрдмана (значительно сокращёнными по требованию органов цензуры), в свою очередь актёр Владимир Высоцкий сочинил текст куплетов «Песня мужиков» для изначально безмолвных свидетелей из народа, введённых Любимовым.

## Действующие лица и исполнители
- Пугачёв — Николай Губенко, Борис Голдаев, Виталий Шаповалов
- Сторож — Владимир Насонов, Константин Желдин
- Кирпичников, Крямин — Борис Хмельницкий, Константин Желдин
- Тамбовцев — Юрий Смирнов
- Караваев, Творогов — Арнольд Колокольников
- Оболяев — Виктор Семенов, Рафаэль Клейнер
- Подуров — Константин Желдин, Владимир Насонов
- Зарубин — Анатолий Васильев
- Хлопуша — Владимир Высоцкий, Владимир Насонов, Борис Голдаев
- Шигаев, Чумаков — Иван Бортник, Рафаэль Клейнер
- Торнов, Бурнов — Валерий Иванов
- Плакальщицы — Татьяна Жукова, Татьяна Лукьянова, Людмила Возиян, Людмила Комаровская, Елена Корнилова, Татьяна Иваненко, Марина Полицеймако, Виктория Радунская, Зоя Пыльнова, Лидия Савченко, Таисия Додина, Елена Озерцова
- Шуты — Борис Хмельницкий, Виктор Семенов, Рафаэль Клейнер
- Двор — Инна Ульянова, Игорь Петров, Готлиб Ронинсон, Галина Власова, Юрий Смирнов, Валерий Погорельцев, Дальвин Щербаков, Марина Полицеймако, Дмитрий Межевич, Таисия Додина, Зоя Пыльнова, Вячеслав Спесивцев
- Мужики — Дмитрий Межевич, Рамзес Джабраилов

## Создатели спектакля
- Постановка Юрия Любимова
- Режиссёр Валерий Раевский
- Музыка Юрий Буцко
- Художник Юрий Васильев

## История спектакля
Подготовка постановки спектакля по поэме Есенина началась в Театре на Таганке в конце октября 1966 года, по практике тех лет в СССР постановка была приурочена к 50-летию Октябрьской революции. Премьера спектакля состоялась 17 ноября 1967 года.

## Владимир Высоцкий в спектакле
В спектакле Владимир Высоцкий играл роль Хлопуши, беглого каторжника, который рвётся к Пугачёву: «Уже три ночи, три дня, пробираясь сквозь тьму, / Я ищу его лагерь, и спросить мне некого. / Проведите, проведите меня к нему, / Я хочу видеть этого человека!».

В этом спектакле я играю Хлопушу, беглого каторжника, и меня там швыряют, кидают по цепям вперёд-назад по станку. Бросаешься голым телом на эти цепи, иногда бывает больно. Однажды, когда ввели новых актёров, меня просто избили до полусмерти. Они не умели работать с цепью; там надо всё репетировать. Цепь нужно держать внатяжку, а они меня просто били по груди настоящей металлической цепью. Топоры у нас тоже настоящие...— Владимир Высоцкий — о спектакле «Пугачёв»
В спектакле Высоцкий выступил не только как актёр, но и как поэт. В число персонажей «Пугачёва» входили трое мужиков, не принимавших участия в основном действии. Они стояли на сцене с крестьянскими музыкальными инструментами — балалайкой, ложками, жалейкой — и выполняли роль своеобразного фона. Однако именно они, безучастно взирающие на происходящие в поэме события, призваны были показать: пока что «народ безмолвствует», однако в любой момент мизансцена может измениться, и тогда сторонние наблюдатели станут участниками бунта. Для этих героев Высоцкий написал куплеты: « — Ну, что, Кузьма? / — А что, Максим? / — Чего стоймя / Стоим глядим? — / Да вот глядим, / Чего орут, — / Понять хотим, / Про что поют». В постановку вошёл сокращённый вариант куплетов.